# James Tait Black Memorial Prize
James Tait Black Memorial Prize é o mais antigo e um dos mais importantes prêmios literários britânicos. É concedido para obras escritas em língua inglesa e é dividido em duas categorias: ficção e biografia. Com sede na Universidade de Edimburgo, na Escócia, os prêmios foram fundados em 1919 por Janet Coutts Black em memória de seu falecido marido, James Tait Black, sócio da editora A & C Black.

## História
Quatro ganhadores do Prêmio Nobel de Literatura receberam o James Tait Black no início de suas carreiras; William Golding, Nadine Gordimer e J. M. Coetzee, cada um destes recebeu o James Tait Black por suas obras de ficção, enquanto Doris Lessing ganhou o prêmio de biografia. Além desses laureados com o Nobel literário, Ronald Ross recebeu o prêmio de biografia por sua autobiografia, Memoirs, Etc. (1923), ele já havia sido laureado com um Nobel de Fisiologia ou Medicina em 1902 por seu trabalho sobre a malária.
Outras personalidades literárias que receberam o prêmio de ficção incluem D. H. Lawrence, E. M. Forster, Arnold Bennett, Bruce Chatwin, John Buchan, Robert Graves, Arthur Waley, Graham Greene, Evelyn Waugh, Muriel Spark, J. G. Ballard, Angela Carter, Margaret Drabble, John Berger, Iris Murdoch e Salman Rushdie. Os beneficiários do prêmio biografia incluem John Buchan, Antonia Fraser, Richard Ellmann, Ruth Dudley Edwards, Claire Tomalin, Diarmaid MacCulloch, R. F. Foster, Martin Amis e John Carey.

## Processo de seleção e gestão do prêmio
São permitidos no processo de seleção somente obras de ficção e biografia escritas em inglês e publicadas pela primeira vez no Reino Unido nos 12 meses anteriores à data de apresentação. Os dois prêmios podem ir para o mesmo autor, mas nenhum prêmio poderá ser concedido ao mesmo autor mais de uma vez.
Os vencedores são escolhidos pelo professor de literatura inglesa da Universidade que recebe ajuda de estudantes de doutorado na fase de elaboração da lista. Tal estrutura associada à ausência de patrocinador e outros meios de comunicação no júri dão credibilidade ao prêmio.

## Lista dos vencedores
| Ano  | Ficção                                                                  | Ano  | Biografia |  |
| ---- | ----------------------------------------------------------------------- | ---- | --- |  |
| 1919 | Hugh Walpole, The Secret City                                           | 1919 | Henry Festing Jones, Samuel Butler, Author of Erewhon (1835-1902) - A Memoir                                         |  |
| 1920 | D. H. Lawrence, The Lost Girl                                           | 1920 | G. M. Trevelyan, Lord Grey of the Reform Bill (Earl Grey)                                                            |  |
| 1921 | Walter de la Mare, Memoirs of a Midget                                  | 1921 | Lytton Strachey, Queen Victoria (Queen Victoria)                                                                     |  |
| 1922 | David Garnett, Lady into Fox                                            | 1922 | Percy Lubbock, Earlham                                                                                               |  |
| 1923 | Arnold Bennett, Riceyman Steps                                          | 1923 | Ronald Ross, Memoirs, Etc.                                                                                           |  |
| 1924 | E. M. Forster, A Passage to India                                       | 1924 | William Wilson, The House of Airlie (The Earls of Airlie)                                                            |  |
| 1925 | Liam O'Flaherty, The Informer                                           | 1925 | Geoffrey Scott, The Portrait of Zelide (Isabelle de Charrière)                                                       |  |
| 1926 | Radclyffe Hall, Adam's Breed                                            | 1926 | Reverend Dr H. B. Workman, John Wyclif: A Study of the English Medieval Church (John Wycliffe)                       |  |
| 1927 | Francis Brett Young, Portrait of Clare                                  | 1927 | H. A. L. Fisher, James Bryce, Viscount Bryce of Dechmont, O.M. (James Bryce, 1st Viscount Bryce)                     |  |
| 1928 | Siegfried Sassoon, Memoirs of a Fox-Hunting Man                         | 1928 | John Buchan, Montrose (James Graham)                                                                                 |  |
| 1929 | J. B. Priestley, The Good Companions                                    | 1929 | Lord David Cecil, The Stricken Deer: or The Life of Cowper (William Cowper)                                          |  |
| 1930 | E. H. Young, Miss Mole                                                  | 1930 | Francis Yeats-Brown, Lives of a Bengal Lancer (autobiography)                                                        |  |
| 1931 | Kate O'Brien, Without My Cloak                                          | 1931 | J. Y. T. Greig, David Hume (David Hume)                                                                              |  |
| 1932 | Helen de Guerry Simpson, Boomerang                                      | 1932 | Stephen Gwynn, The Life of Mary Kingsley (Mary Kingsley)                                                             |  |
| 1933 | A. G. Macdonell, England, Their England                                 | 1933 | Violet Clifton, The Book of Talbot (John Talbot Clifton)                                                             |  |
| 1934 | Robert Graves, I, Claudius e Claudius the God                           | 1934 | J. E. Neale, Queen Elizabeth (Isabel I de Inglaterra)                                                                |  |
| 1935 | L. H. Myers, The Root and the Flower                                    | 1935 | Raymond Wilson Chambers, Thomas More (Thomas More)                                                                   |  |
| 1936 | Winifred Holtby, South Riding                                           | 1936 | Edward Sackville West, A Flame in Sunlight: The Life and Work of Thomas de Quincey (Thomas de Quincey)               |  |
| 1937 | Neil M. Gunn, Highland River                                            | 1937 | Lord Eustace Percy, John Knox (John Knox)                                                                            |  |
| 1938 | C. S. Forester, A Ship of the Line and Flying Colours                   | 1938 | Sir Edmund Chambers, Samuel Taylor Coleridge (Samuel Taylor Coleridge)                                               |  |
| 1939 | Aldous Huxley, After Many a Summer                                      | 1939 | David C. Douglas, English Scholars                                                                                   |  |
| 1940 | Charles Morgan, The Voyage                                              | 1940 | Hilda F. M. Prescott, Spanish Tudor: Mary I of England (Maria I de Inglaterra)                                       |  |
| 1941 | Joyce Cary, A House of Children                                         | 1941 | John Gore, King George V (George V)                                                                                  |  |
| 1942 | Arthur Waley, Translation of Monkey de Wu Cheng'en                      | 1942 | Lord Ponsonby of Shulbrede, Henry Ponsonby: Queen Victoria's Private Secretary (Henry Ponsonby)                      |  |
| 1943 | Mary Lavin, Tales from Bective Bridge                                   | 1943 | G. G. Coulton, Fourscore Years                                                                                       |  |
| 1944 | Forrest Reid, Young Tom                                                 | 1944 | C. V. Wedgwood, William the Silent (William o Calado)                                                                |  |
| 1945 | L. A. G. Strong, Travellers                                             | 1945 | D. S. MacColl, Philip Wilson Steer (Philip Wilson Steer)                                                             |  |
| 1946 | Oliver Onions, Poor Man's Tapestry                                      | 1946 | Richard Aldington, A Life of Wellington: The Duke (Arthur Wellesley)                                                 |  |
| 1947 | L. P. Hartley, Eustace and Hilda                                        | 1947 | Rev. C. C. E. Raven, English Naturalists from Neckam to Ray (Alexander Neckam e John Ray)                            |  |
| 1948 | Graham Greene, The Heart of the Matter                                  | 1948 | Percy A. Scholes, The Great Dr. Burney (Charles Burney)                                                              |  |
| 1949 | Emma Smith, The Far Cry                                                 | 1949 | John Connell, W. E. Henley (W. E. Henley)                                                                            |  |
| 1950 | Robert Henriques, Through the Valley                                    | 1950 | Cecil Woodham-Smith, Florence Nightingale (Florence Nightingale)                                                     |  |
| 1951 | Chapman Mortimer, Father Goose                                          | 1951 | Noel Annan, Leslie Stephen (Leslie Stephen)                                                                          |  |
| 1952 | Evelyn Waugh, Sword of Honour                                           | 1952 | G. M. Young, Stanley Baldwin (Stanley Baldwin)                                                                       |  |
| 1953 | Margaret Kennedy, Troy Chimneys                                         | 1953 | Carola Oman, Sir John Moore (John Moore)                                                                             |  |
| 1954 | C. P. Snow, The New Men and The Masters                                 | 1954 | Keith Feiling, Warren Hastings (Warren Hastings)                                                                     |  |
| 1955 | Ivy Compton-Burnett, Mother and Son                                     | 1955 | R. W. Ketton-Cremer, Thomas Gray (Thomas Gray)                                                                       |  |
| 1956 | Rose Macaulay, The Towers of Trebizond                                  | 1956 | St John Greer Ervine, George Bernard Shaw (George Bernard Shaw)                                                      |  |
| 1957 | Anthony Powell, At Lady Molly's                                         | 1957 | Maurice Cranston, Life of John Locke (John Locke)                                                                    |  |
| 1958 | Angus Wilson, The Middle Age of Mrs. Eliot                              | 1958 | Joyce Hemlow, The History of Fanny Burney (Fanny Burney)                                                             |  |
| 1959 | Morris West, The Devil's Advocate                                       | 1959 | Christopher Hassall, Edward Marsh (Edward Marsh)                                                                     |  |
| 1960 | Rex Warner, Imperial Caesar                                             | 1960 | Canon Adam Fox, The Life of Dean Inge (Dean Inge)                                                                    |  |
| 1961 | Jennifer Dawson, The Ha-Ha                                              | 1961 | M. K. Ashby, Joseph Ashby of Tysoe (Joseph Ashby)                                                                    |  |
| 1962 | Ronald Hardy, Act of Destruction                                        | 1962 | Meriol Trevor, Newman: The Pillar and the Cloud and Newman: Light in Winter (John Henry Newman)                      |  |
| 1963 | Gerda Charles, A Slanting Light                                         | 1963 | Georgina Battiscombe, John Keble: A Study in Limitations (John Keble)                                                |  |
| 1964 | Frank Tuohy, The Ice Saints                                             | 1964 | Elizabeth Longford, Victoria R.I. (Rainha Vitória)                                                                   |  |
| 1965 | Muriel Spark, The Mandelbaum Gate                                       | 1965 | Mary Moorman, William Wordsworth: The Later Years 1803-1850 (William Wordsworth)                                     |  |
| 1966 | Christine Brooke-Rose, Such, e Aidan Higgins, Langrishe, Go Down        | 1966 | Geoffrey Keynes, The Life of William Harvey (William Harvey)                                                         |  |
| 1967 | Margaret Drabble, Jerusalem The Golden                                  | 1967 | Winifred Gérin, Charlotte Brontë: The Evolution of Genius (Charlotte Brontë)                                         |  |
| 1968 | Maggie Ross, The Gasteropod                                             | 1968 | Gordon Haight, George Eliot (George Eliot)                                                                           |  |
| 1969 | Elizabeth Bowen, Eva Trout                                              | 1969 | Antonia Fraser, Mary, Queen of Scots (Maria I, Rainha de Escócia)                                                    |  |
| 1970 | Lily Powell, The Bird of Paradise                                       | 1970 | Jasper Ridley, Lord Palmerston (Henry Temple, 3.º Visconde Palmerston)                                               |  |
| 1971 | Nadine Gordimer, A Guest of Honour                                      | 1971 | Julia Namier, Lewis Namier (Lewis Namier)                                                                            |  |
| 1972 | John Berger, G                                                          | 1972 | Quentin Bell, Virginia Woolf (Virginia Woolf)                                                                        |  |
| 1973 | Iris Murdoch, The Black Prince                                          | 1973 | Robin Lane Fox, Alexander the Great (Alexander the Great)                                                            |  |
| 1974 | Lawrence Durrell, Monsieur: or, The Prince of Darkness                  | 1974 | John Wain, Samuel Johnson (Samuel Johnson)                                                                           |  |
| 1975 | Brian Moore, The Great Victorian Collection                             | 1975 | Karl Miller, Cockburn's Millennium (Henry Cockburn)                                                                  |  |
| 1976 | John Banville, Doctor Copernicus                                        | 1976 | Ronald Hingley, A New Life of Chekhov (Chekhov)                                                                      |  |
| 1977 | John le Carré, The Honourable Schoolboy                                 | 1977 | George Painter, Chateaubriand: Volume 1 - The Longed-For Tempests (François-René de Chateaubriand)                   |  |
| 1978 | Maurice Gee, Plumb                                                      | 1978 | Robert Gittings, The Older Hardy (Thomas Hardy)                                                                      |  |
| 1979 | William Golding, Darkness Visible                                       | 1979 | Brian Finney, Christopher Isherwood: A Critical Biography (Christopher Isherwood)                                    |  |
| 1980 | J. M. Coetzee, Waiting for the Barbarians                               | 1980 | Robert B. Martin, Tennyson: The Unquiet Heart (Alfred Tennyson)                                                      |  |
| 1981 | Salman Rushdie, Midnight's Children, e Paul Theroux, The Mosquito Coast | 1981 | Victoria Glendinning, Edith Sitwell: Unicorn Among Lions (Edith Sitwell)                                             |  |
| 1982 | Bruce Chatwin, On The Black Hill                                        | 1982 | Richard Ellmann, James Joyce (James Joyce)                                                                           |  |
| 1983 | Jonathan Keates, Allegro Postillions                                    | 1983 | Alan Walker, Franz Liszt: The Virtuoso Years (Franz Liszt)                                                           |  |
| 1984 | J. G. Ballard, Empire of the Sun, e Angela Carter, Nights at the Circus | 1984 | Lyndall Gordon, Virginia Woolf: A Writer's Life (Virginia Woolf)                                                     |  |
| 1985 | Robert Edric, Winter Garden                                             | 1985 | David Nokes, Jonathan Swift: A Hypocrite Reversed (Jonathan Swift)                                                   |  |
| 1986 | Jenny Joseph, Persephone                                                | 1986 | Dame Felicitas Corrigan, Helen Waddell (Helen Waddell)                                                               |  |
| 1987 | George Mackay Brown, The Golden Bird: Two Orkney Stories                | 1987 | Ruth Dudley Edwards, Victor Gollancz: A Biography (Victor Gollancz)                                                  |  |
| 1988 | Piers Paul Read, A Season in the West                                   | 1988 | Brian McGuinness, Wittgenstein, A Life: Young Ludwig (1889-1921) (Ludwig Wittgenstein)                               |  |
| 1989 | James Kelman, A Disaffection                                            | 1989 | Ian Gibson, Federico García Lorca: A Life (Federico García Lorca)                                                    |  |
| 1990 | William Boyd, Brazzaville Beach                                         | 1990 | Claire Tomalin, The Invisible Woman: The Story of Nelly Ternan and Charles Dickens (Ellen Ternan e Charles Dickens)  |  |
| 1991 | Iain Sinclair, Downriver                                                | 1991 | Adrian Desmond e James Moore, Darwin (Charles Darwin)                                                                |  |
| 1992 | Rose Tremain, Sacred Country                                            | 1992 | Charles Nicholl, The Reckoning: The Murder of Christopher Marlowe (Christopher Marlowe)                              |  |
| 1993 | Caryl Phillips, Crossing the River                                      | 1993 | Richard Holmes, Dr Johnson and Mr Savage (Samuel Johnson)                                                            |  |
| 1994 | Alan Hollinghurst, The Folding Star                                     | 1994 | Doris Lessing, Under My Skin                                                                                         |  |
| 1995 | Christopher Priest, The Prestige                                        | 1995 | Gitta Sereny, Albert Speer: His Battle with Truth (Albert Speer)                                                     |  |
| 1996 | Graham Swift, Last Orders, e Alice Thompson, Justine                    | 1996 | Diarmaid MacCulloch, Thomas Cranmer: A Life (Thomas Cranmer)                                                         |  |
| 1997 | Andrew Miller, Ingenious Pain                                           | 1997 | R. F. Foster, W. B. Yeats: A Life, Volume 1 - The Apprentice Mage 1965-1914 (W. B. Yeats)                            |  |
| 1998 | Beryl Bainbridge, Master Georgie                                        | 1998 | Peter Ackroyd, The Life of Thomas More (Thomas More)                                                                 |  |
| 1999 | Timothy Mo, Renegade, or Halo2                                          | 1999 | Kathryn Hughes, George Eliot: The Last Victorian (George Eliot)                                                      |  |
| 2000 | Zadie Smith, White Teeth                                                | 2000 | Martin Amis, Experience                                                                                              |  |
| 2001 | Sid Smith, Something Like a House                                       | 2001 | Robert Skidelsky, John Maynard Keynes: Volume 3 - Fighting for Britain 1937-1946 (John Maynard Keynes)               |  |
| 2002 | Jonathan Franzen, The Corrections                                       | 2002 | Jenny Uglow, The Lunar Men: The Friends Who Made the Future 1730-1810 (Lunar Society of Birmingham)                  |  |
| 2003 | Andrew O'Hagan, Personality                                             | 2003 | Janet Browne, Charles Darwin: Volume 2 - The Power of Place (Charles Darwin)                                         |  |
| 2004 | David Peace, GB84                                                       | 2004 | Jonathan Bate, John Clare: A Biography (John Clare)                                                                  |  |
| 2005 | Ian McEwan, Saturday                                                    | 2005 | Sue Prideaux, Edvard Munch: Behind the Scream (Edvard Munch)                                                         |  |
| 2006 | Cormac McCarthy, The Road                                               | 2006 | Byron Rogers, The Man Who Went Into the West: The Life of R. S. Thomas (R. S. Thomas)                                |  |
| 2007 | Rosalind Belben, Our Horses in Egypt                                    | 2007 | Rosemary Hill, God's Architect: Pugin and the Building of Romantic Britain (Augustus Pugin)                          |  |
| 2008 | Sebastian Barry, The Secret Scripture                                   | 2008 | Michael Holroyd, A Strange Eventful History (The families of Ellen Terry and Henry Irving)                           |  |
| 2009 | A. S. Byatt, The Children's Book                                        | 2009 | John Carey, William Golding: The Man Who Wrote Lord of the Flies (William Golding)                                   |  |
| 2010 | Tatjana Soli, The Lotus Eaters                                          | 2010 | Hilary Spurling, Burying the Bones: Pearl Buck in China (Pearl Buck)                                                 |  |
| 2011 | Padgett Powell, You and I                                               | 2011 | Fiona MacCarthy, The Last Pre-Raphaelite: Edward Burne-Jones and the Victorian Imagination (Edward Burne-Jones)      |  |
| 2012 | Alan Warner, The Deadman's Pedal                                        | 2012 | [Tanya Harrod]], The Last Sane Man: Michael Cardew, Modern Pots, Colonialism and the Counterculture (Michael Cardew) |  |
| 2013 | Jim Crace, Harvest                                                      | 2013 | Hermione Lee, Penelope Fitzgerald: A Life                                                                            |  |
| 2014 | Zia Haider Rahman, In the Light of What We Know                         | 2014 | Richard Benson, The Valley: A Hundred Years in the Life of a Family                                                  |  |
| 2015 | Benjamin Markovits, You Don't Have to Live Like This                    | 2015 | James Shapiro, 1606, Shakespeare and the Year of Lear                                                                |  |
| 2016 | Eimear McBride, The Lesser Bohemians                                    | 2016 | Laura Cumming, The Vanishing Man                                                                                     |  |